# Dolce & Gabbana
Dolce & Gabbana je italská módní značka známá také pod iniciálami D&G. V roce 1985 ji založili italští módní návrháři Domenico Dolce (* 1958) a Stefano Gabbana (* 1962). Mezi jejich nejznámější klienty se řadí například Victoria a David Beckhamovi, Madonna či Sophia Lorenová.

## Historie

### Původ
Domenico Dolce vystudoval oděvní design na Sicílii a získal zkušenosti díky podnikání svých rodičů. Stefano Gabbana studoval grafický design a své pracovní zkušenosti v oblasti módy získal jako asistent v ateliéru v Miláně, kde se pár poprvé setkal v roce 1980.

### Začátky
V roce 1983 vedli své první módní poradenství a studio. Roku 1985 vytvořili svou první kolekci pro ženy na módní přehlídce v Miláně, a okamžitě se stali pro svět velice nadějnými. Tato kolekce se projevila jako amatérsky provedená. Nasvědčoval tomu amatérský výběr vzorů a příliš složité a nešťastně řešené stehy a upevnění. Kolekce byla inspirována stylem italských hereček Sophie Lorenové a Anny Magnani.
D&G vycházeli z tradice sicilského odívání a později se začali zaměřovat na návrhy korzetových šatů a černých obleků s gangster proužky (mafiánský styl – dnes pro duo velice typický). Umělecké duo zkoušelo své štěstí také v Japonsku, kde D&G podepsali smlouvu se skupinou Kashiyama. V roce 1989 si v Japonsku otevřeli svůj první butik a o dva roky později vytvořili svou první pánskou kolekci.

### Styl DG
Dolce & Gabbana tvrdí, že chtějí, aby se ženy cítily „fantasticky a sexy“. Mnoho z jejich návrhů je přejato z feministické éry.
Svůj styl označují jako „roztomilý a nabroušený styl nového milénia“. Říká se o nich, že jsou tvůrci nejkrásnějších, oku lahodících a nejtřpytivějších šatů.
Na začátku 90. let si popová hvězda Madonna vybrala Dolce & Gabbana jako kostýmní návrháře pro své světové turné „Girlie Show“, a na filmovém festivalu v Cannes oblékla jeden z jejich ikonických korzetů posetých diamanty. Právě v tomto období začali být D&G světově oceňováni – v roce 1991 získali Wollmark Award a o dva roky později cenu za nejlepší vůni roku. Na konci 90. let dosahovaly jejich tržby přibližně 500 milionů EUR ročně.

### Soukromí
Pár obývá vilu z 19. století v Miláně a vlastní také nemovitosti na Francouzské riviéře a v Saint–Tropez. Domenico Dolce a Stefano Gabbana tvořili pár do roku 2005, kdy se rozešli. Přesto jejich rozchod nijak nenarušil úzkou spolupráci na všech projektech značky. Oba návrháři, kteří se netají svou sexuální orientací, opakovaně odmítli nabídky na převzetí značky a prohlašují, že po jejich smrti nebude společnost předána příbuzným ani prodána – značka má přestat existovat. Sami potomky nemají a zdůrazňují, že svoboda je pro ně důležitější než bohatství.

### Ostatní
Značku Dolce & Gabbana oblékali například herci ze seriálu Sex ve městě nebo Gossip Girl, Klub sráčů.

## Obchody D&G
Latinská D&G
- Brazílie
  - Sao Paulo
  - Rio de Janeiro
- Mexiko
  - Ciudad de Mexico
  - Cancún
- Chile
  - Santiago
  - Viña del Mar
- Argentina
  - Buenos Aires
  - Mar del Plata
- Panama
  - Panama City
- Kanada
  - Montréal
  - Toronto
  - Vancouver
  - Calgary
- Asijská D&G
- Hongkong
  - Central, Hong Kong Island
- Harbour City, Tsim Sha Tsui, Kowloon
- Pacific Place, Queensway, Hong Kong Island
- Libanon
  - Bejrút
- Singapur
  - Singapur
- Indie
  - Nové Dillí
  - Bombaj
- Indonésie
  - Jakarta
- Jižní Korea
  - Pusan
  - Soul
- Japonsko
  - Kóbe
  - Ósaka
  - Tokio
- Čína
  - Šanghaj
  - Peking
- Macao
  - Macao
- Thajsko
  - Bangkok